# Gustavianum

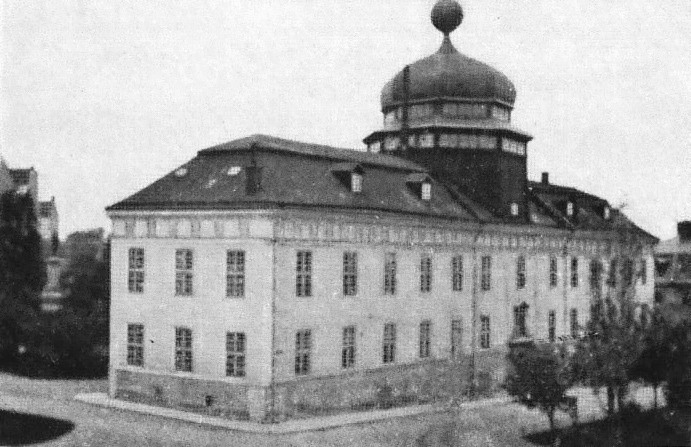
Das Gustavianum zu Beginn des 20. Jhdts.

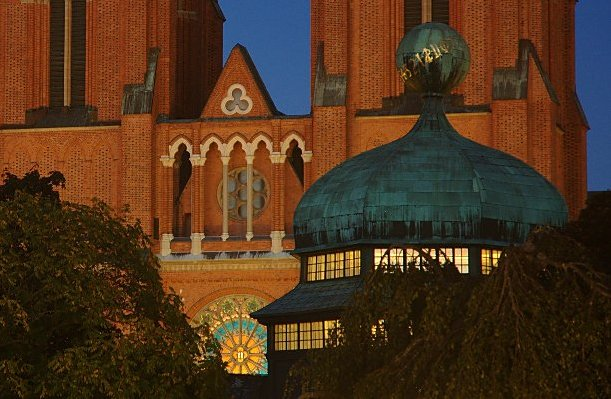
Die Kuppel des Gustavianums mit Sonnenuhr auf der Spitze. Im Hintergrund der Dom.

Das Gustavianum ist eines der älteren Gebäude der Universität Uppsala in Schweden. Es wurde 1622–1625 am Domplatz, direkt gegenüber der Kathedrale erbaut. Neben einem permanenten Museum und wechselnden Ausstellungen ist in der Kuppel der Anatomielehrsaal von Olof Rudbeck zu besichtigen.

## Geschichte
Das Gebäude hat seinen Namen von Gustav II. Adolf, der es errichten ließ, als der bisherige Universitätssitz nicht mehr ausreichte, den wachsenden Bedarf an hochqualifizierten Menschen für die aufstrebende Großmacht Schweden zu decken. Zu Beginn fanden sich Lehrsäle, Essens- und Leseräume für Studenten und eine Buchdruckerei im Gustavianum. Später kam eine Bibliothek dazu.
Die auffälligste Veränderung des Hauses fand 1662–63 statt, als der Anatomieprofessor und Universalgelehrte Olof Rudbeck eine Kuppel in der Mitte des Hauses errichten ließ, die eine Sonnenuhr krönt. In der Kuppel befindet sich das Theatrum anatomicum, ein runder Lehrsaal mit Seziertisch in der Mitte, der von steil aufragenden Reihen mit Stehplätzen umgeben ist, so dass 200 Menschen möglichst nah und mit freier Sicht das Geschehen verfolgen konnten. Während des Brandes in Uppsala vom 16. Mai 1702, bei dem Rudbeck viel seiner Arbeit verlor, soll er vom Dach des Gustavianums aus die Löscharbeiten dirigiert haben.
Zwischen 1778, als das alte Hauptgebäude abgerissen wurde, und 1887, als das heutige errichtet wurde, war das Gustavianum Hauptsitz der Universität Uppsala. Die Bibliothek war schon Mitte des 19. Jahrhunderts in den Neubau Carolina Rediviva ausgelagert worden.
1935 wurde das Gustavianum als Byggnadsminne unter staatlichen Schutz gestellt. Noch bis 1997 wurde es von den universitären Institutionen für alte Geschichte genutzt, seitdem ist es ausschließlich das Museum Gustavianum.

## Heutige Verwendung

Ausschnitte des Rudbeckschen Lehrsaals („Anatomisches Theater“/„Anatomiska teatern“)

Im Museum sind heute Sammlungen mit klassischen, ägyptischen und nordischen Antiquitäten sowie eine Dauerausstellung zur Geschichte der Universität Uppsala zu sehen. Eine Rekonstruktion des Rudbeckschen Lehrsaals aus den 1950er Jahren ist zugänglich und gehört zur ersten Riege der Sehenswürdigkeiten in Uppsala. Zusätzlich gibt es wechselnde Ausstellungen.